# Cacyreus marshalli
Il licenide dei gerani (Cacyreus marshalli Butler, 1898) è un piccolo Lepidottero originario dell'Africa meridionale (Sudafrica, Mozambico) conosciuto anche come Minatore dei Gerani che, a causa dell'innalzamento della temperatura terrestre e degli intensi scambi commerciali con i paesi africani, si è oramai spostata verso le latitudini settentrionali, giungendo, sulla penisola italiana, perfino in Lombardia e in Piemonte ed in tutta la Pianura Padana, zone climatica caratterizzata da una calura estiva molto favorevole al Lepidottero.

## Distribuzione e habitat

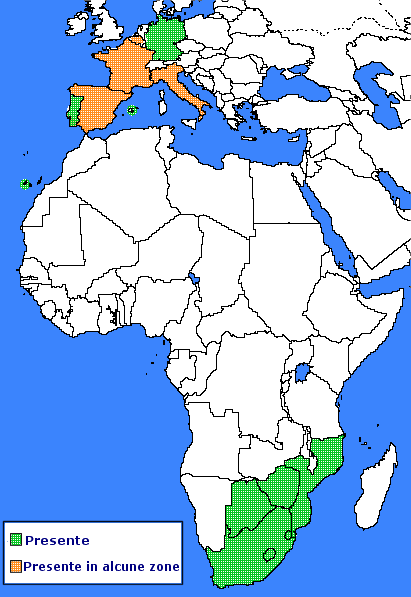
Areale della specie

Questa specie, che nelle zone di origine non causa danni particolari, in Europa è diventata un vero flagello per i gerani coltivati, appartenenti ai generi Pelargonium e Geranium.
È apparsa per la prima volta in Europa, e più precisamente in Spagna (isola di Maiorca) nel 1990 a seguito dell'importazione di gerani dal Sudafrica che contenevano uova o larve della specie, presenza segnalata da Eitschberger e Stamer (1990) e confermata dal Servizio di Protezione dei Vegetali della Catalogna. La C. marshalli si è poi riprodotta rapidamente invadendo prima le isole Baleari e poi la parte continentale della Spagna.

## Descrizione della specie
Adultoapertura alare di 15 – 23 mm nei maschi e di 18 – 27 mm nelle femmine. Le ali hanno una colorazione bruna sul lato superiore, con presenza lungo il margine di una frangia con macchie chiare, mentre la zona interna è caratterizzata da macchie di colore grigio e marrone chiaro. Le ali posteriori hanno due sottili piccole code, nei pressi della cui inserzione è presente una macchia bruno scura. Il volo è facilmente osservabile nelle ore più calde della giornata ed è minimamente disturbato dal vento, avendo raggio di azione ridotto e spesso all'interno delle ramificazioni delle piante bersaglio. Si nutre del nettare dei fiori.
Uovobianco o giallino, subsferico, con un diametro di 0,5-0,6 mm e altezza di 0,3 mm. Viene deposto singolarmente e preferibilmente nei bottoni fiorali, punto di inizio dell'attacco alla pianta, o più raramente sulle foglie.

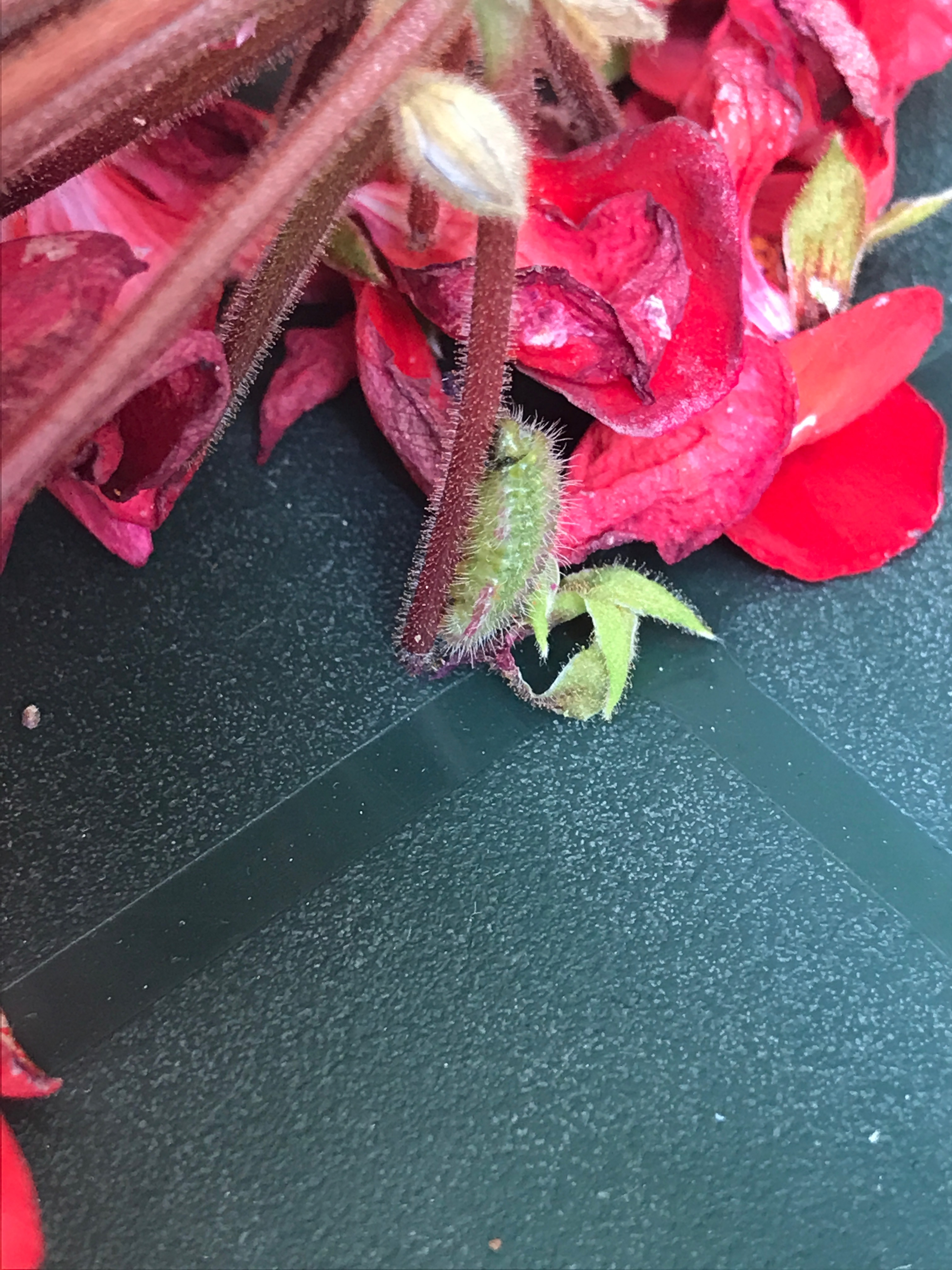
Larva di C. marshalli su stelo di Pelargonium

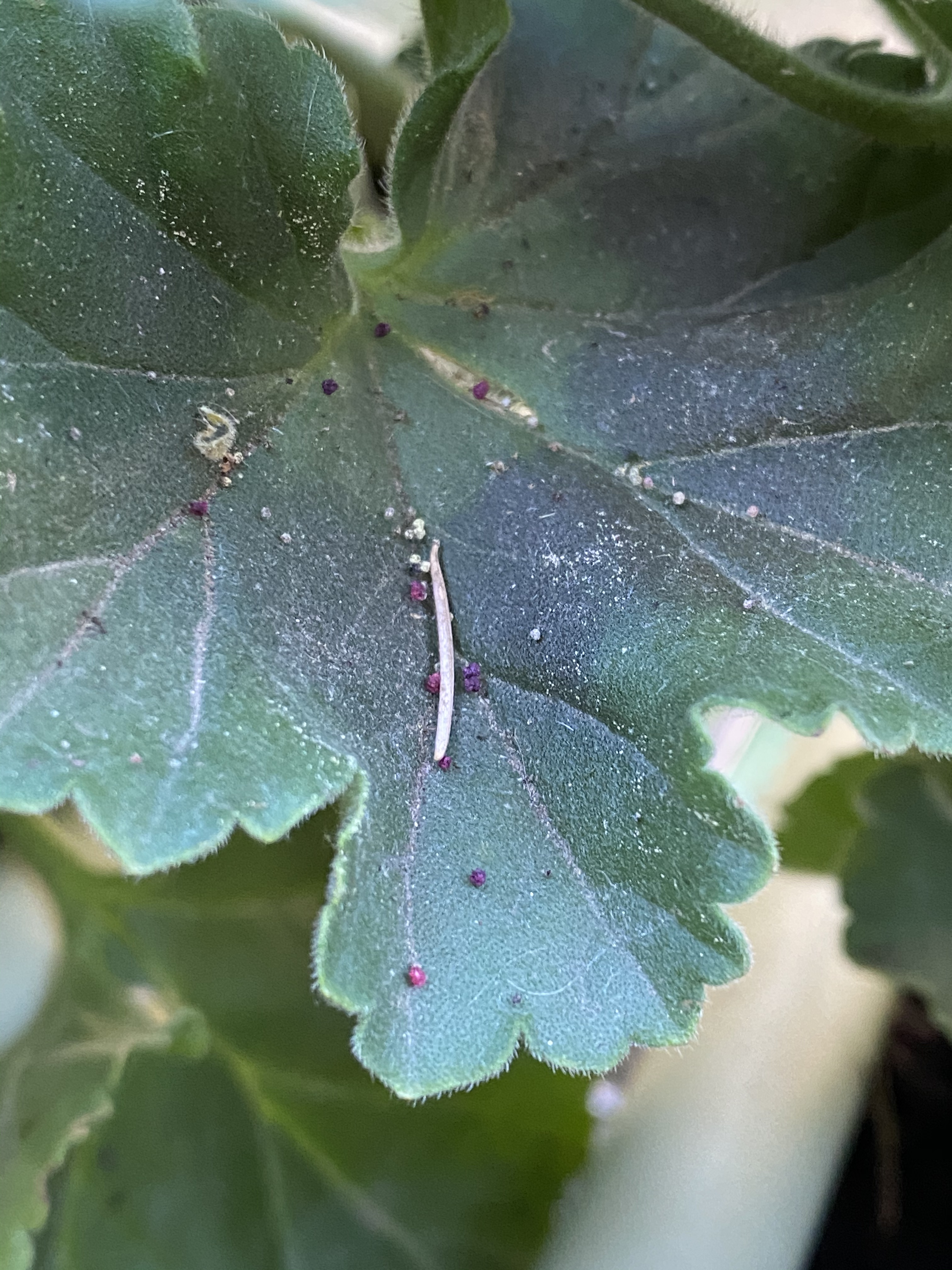
Escrementi di Cacyreus marshalli

Larvadi colore variabile dal giallo al verde, sovente con 1 o 2 strisce dorsali di color lilla, è ricoperta da una fitta peluria. Ha dimensioni variabili da 1–2 mm (1º stadio larvale) a 13 mm (4º stadio, sviluppo completo). La larva di questo minatore svuota principalmente le gemme fiorali, svuotandole e rendendo caratteristico l'aspetto dei boccioli che si presentano striminziti, scuri oppure verdi e completamente vuoti, che comunque spesso non portano a compimento alcuna gemma. Nelle foglie sottostanti è facilmente riscontrabile il risultato del metabolismo della larva. Piccole palline scure in cui si può anche distinguere qualche traccia del colore del bocciolo.
Crisalidelunga 9 mm circa, di colore variabile dal verde, con o senza strisce lilla, al bruno scuro.

## Ciclo biologico
Il ciclo biologico si svolge tra 30 e 60 giorni. Il periodo stagionale della sua comparsa è generalmente da Maggio - Giugno, con i primi caldi prolungati.

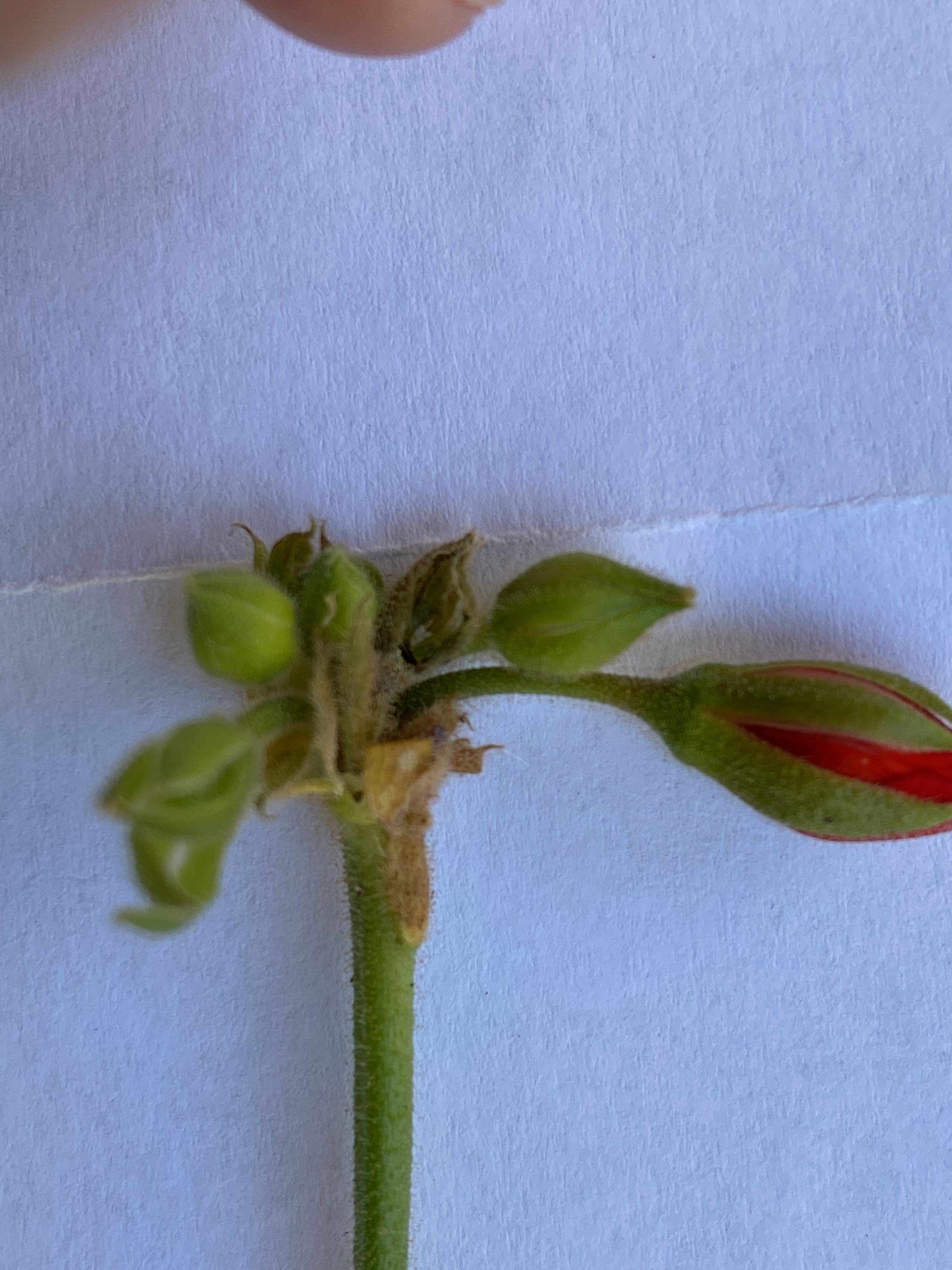
Danni ai boccioli di Pelargonium

Dopo la copulazione la femmina depone le uova sul geranio, prediligendo le infiorescenze e i bottoni fiorali in cui si possono notare i piccoli fori di ingresso.
Dopo la schiusa la larva scava un foro nel bocciolo per portarsi all'interno della pianta oppure erode la pagina inferiore delle foglie, nutrendosene fino allo sviluppo della farfalla adulto, attraverso 4 stadi larvali che durano circa 8 giorni ciascuno.  Nell'arco di un anno si possono contare fino a 5-6 generazioni.
Il ciclo vitale è influenzato dall'aumento della temperatura ambientale che accelera la proliferazione di questa specie. Con una temperatura di 20 °C, infatti, la larva impiega circa 30 giorni per svilupparsi, mentre lo stadio di crisalide dura un paio di settimane e quindi l'intero ciclo biologico dura circa 60 giorni, mentre a 30 °C la durata del ciclo si riduce alla metà.
Il materiale vivaistico di Gerani è frequentemente infestato e si possono riscontrare rosure sospette sui gambi più vecchi o piccoli fori di ingresso nella porzione suffrutice, in cui le uova sono deposte per svernare.

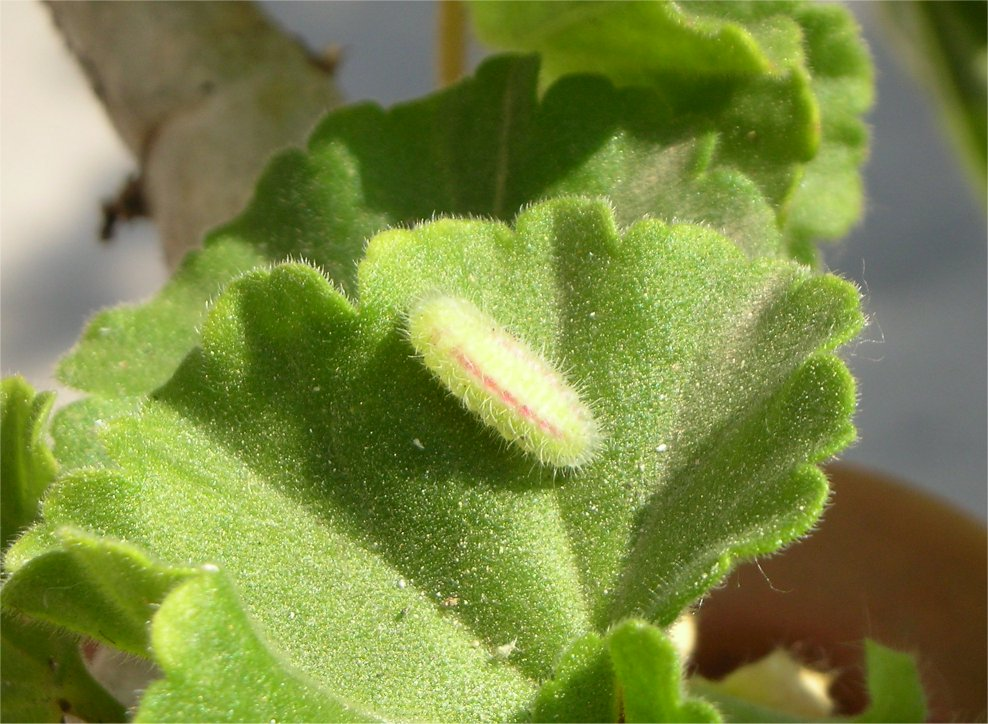
Larva di C. marshalli su foglia di Geranio, evidente la striscia dorsale color lilla
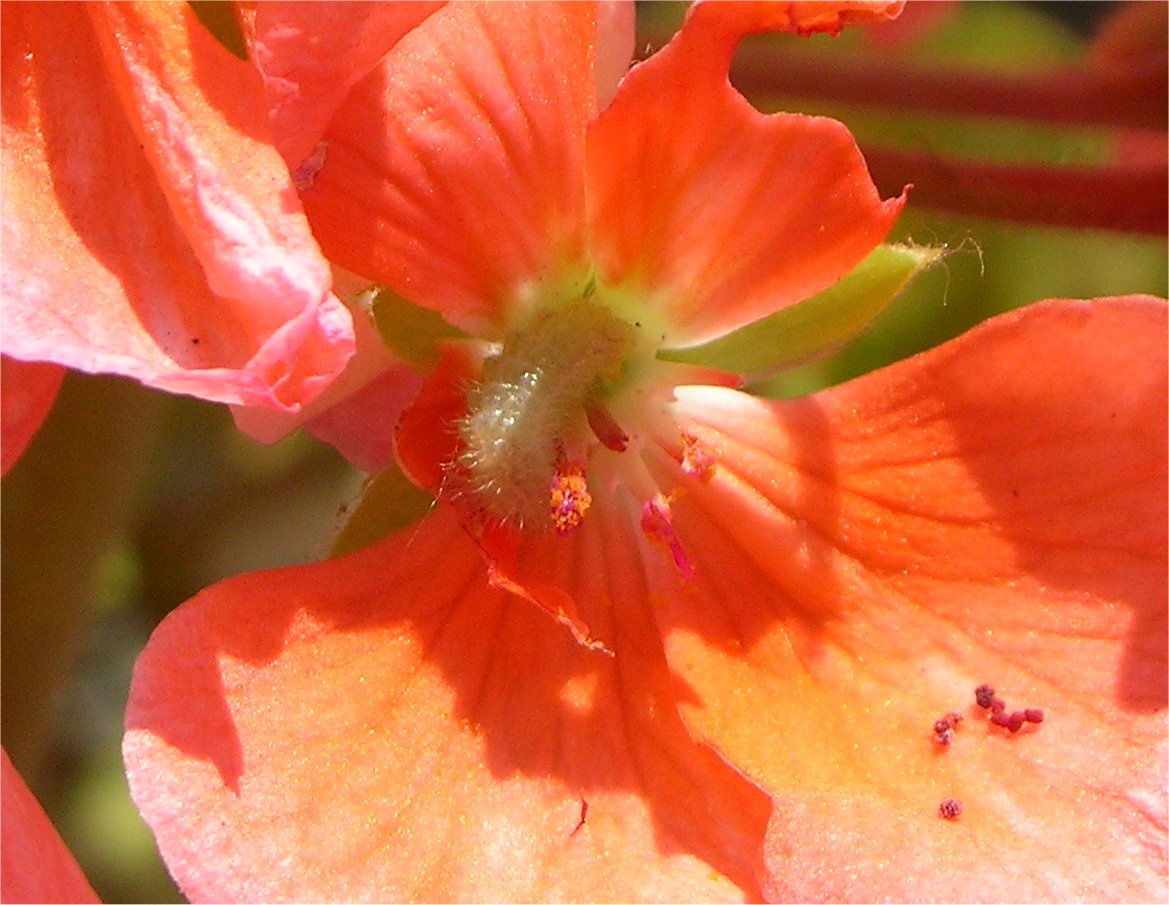
Larva di C. marshalli su fiore di Geranio
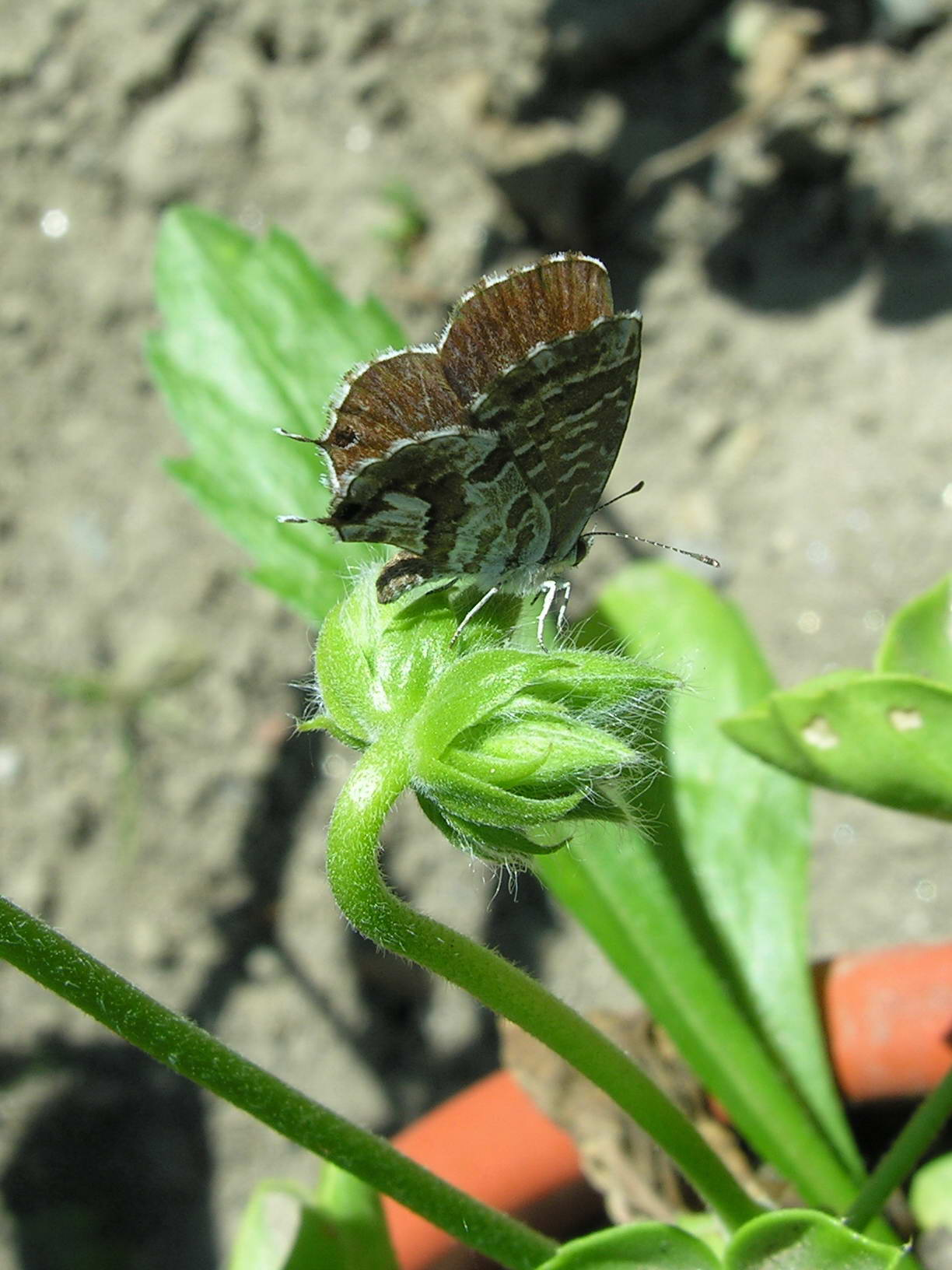
Esemplare adulto
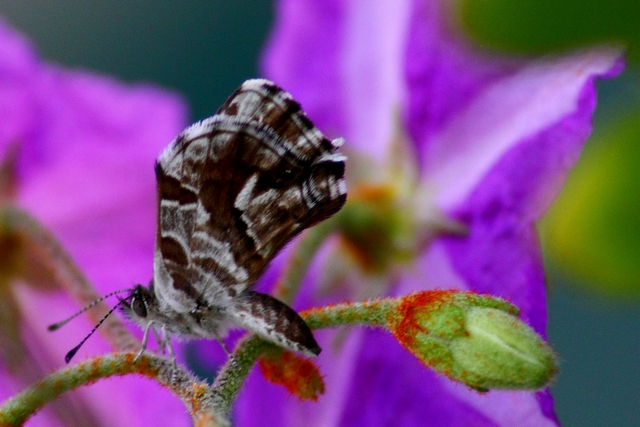
Adulto di C. marshalli fotografato in Puglia
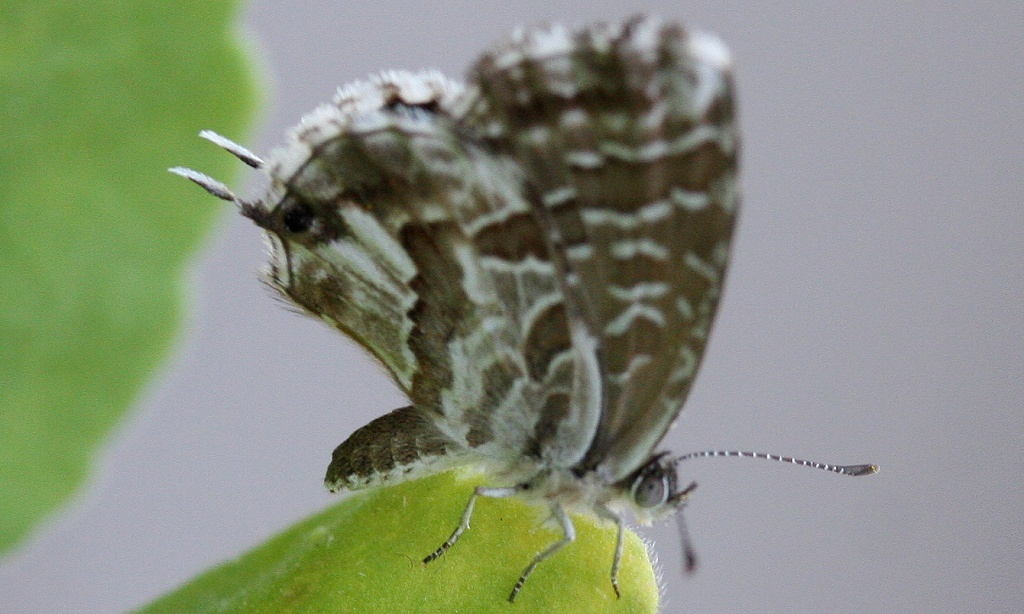
Adulto di C. marshalli fotografato in Lombardia

## Lotta
Vista la notevole nocività della C. marshalli, l'Organizzazione Europea per la Protezione delle Piante (OEPP) ha inserito questa specie nell'elenco A2 dei parassiti di quarantena.

In Sud Africa la C. marshalli ha diversi limitatori naturali e per questo in Europa sono in corso
ricerche per mettere a punto tecniche di lotta biologica, attraverso l'impiego di insetti predatori o parassiti, come ad esempio il Trichogramma evanescens Westwood che si sviluppa a spese delle uova della C. marshalli. 
In Italia, non essendoci antagonisti naturali di questa specie, l'unico metodo di lotta è l'impiego di insetticidi. Si sono rivelati efficaci fornendo buoni risultati, con un soddisfacente contenimento della specie:
- trattamenti con Bacillus thuringiensis var. kurstaki e spinosad, o di sintesi di difficile reperimento dopo le limitazioni id legge come fenitrothion, ripetuti 3 volte a cadenza settimanale a fine estate[6]; Bacillus Thuringensis var. Kurstaki o Spinosad sono vivamente da preferire ai trattamenti con insetticidi chimici perché specifici per i Lepidotteri fitofagi e privi di controindicazioni per gli insetti pronubi, specie in considerazione della prolungata fioritura dei Pelargonium di tutte le varietà, bersaglio preferenziale per questo Lepidottero.
- trattamenti indirizzati contro uova e larve neonate e contro le larve nella fase endofitica con insetticidi citotropici (dimetoato, acefate e malatione)[7].
- trattamenti con piretroidi (alfametrina, lambdacialotrina) e di regolatori di crescita (diflubenzuro, esaflumuron)[8].
- trattamenti con estratti di olio di neem, contenenti azadiractina.

## Specie simili
Gli esemplari adulti possono essere confusi con altre specie di Lycaenidae come ad esempio la Neozephyrus quercus L. che ha le codicine ma la superficie superiore delle ali completamente marrone. Altre specie simili sono Lampides boeticus e Leptotes pirithous.